# Langschwanznymphe
Die Langschwanznymphe (Thalurania watertonii) ist eine Vogelart aus der Familie der Kolibris (Trochilidae). Die Art ist endemisch in Brasilien. Der Bestand wird von der IUCN als stark gefährdet (Endangered) eingeschätzt.

## Merkmale
Die männliche Langschwanznymphe erreicht eine Körperlänge von 13 cm, wobei Flügel 5,7 cm, der Schwanz 6 cm und der Schnabelrücken 2 cm ausmachen. Der Oberkopf und der Nacken sind dunkelgrün, der Vorderrücken dunkel violettblau. Der Hinterrücken ist dunkel blaugrün. Die Unterseite leuchtet grasgrün, die Flanken sind violettblau. Der Schwanz und die Unterschwanzdecken sind stahlblau. Dabei haben sie schwärzlich purpurne Flügel. Der Schnabel ist schwarz. Die weibliche Langschwanznymphe erreicht eine Körperlänge von 10,2 cm, wobei Flügel 5,9 cm, der Schwanz 3,7 cm und der Schnabelrücken 2 cm ausmachen. Sie sind vom Oberkopf bis zu Vorderrücken goldgrün, was am Hinterrücken und den mittleren Schwanzfedern in eine blaugrüne Färbung übergeht. Die Unterseite ist schmutzig weiß. Die seitlichen Steuerfedern sind grün mit einer breiten subterminalen stahlblauen Binde sowie weißen Spitzen. Der Schnabel ist ebenfalls schwarz.

## Verhalten
Ihren Nektar holen sie sich von blühenden Reben, Kakteen, Epiphyten. Büschen und Bäumen, wie z. B. Passionsblumengewächsen, Kakteengewächsen, Bromeliengewächsen, Riemenblumengewächsen, Eisenkrautgewächsen, Rötegewächsen und Hülsenfrüchtler. Gelegentlich klammern sie sich an lange Blumenkronen, um an Nektar zu kommen. Insekten fangen sie im Flug. Vor allem die Männchen sind sehr territorial und verteidigen ihr Revier aggressiv gegen eindringende Artgenossen oder auch andere Arten.

## Fortpflanzung
Ihre Eier wiegen 0,5 g bei einem Volumen von 14,5 × 9,3 mm. Die Brutzeit dauert von November bis Februar. Sie bauen ein kelchförmiges Nest aus Würzelchen und Moos, welches mit Spinnweben zusammen gehalten wird. Dieses bringen sie horizontal ca. 1,5 bis 2,5 m über der Erde in den Zweigen von Gebüsch oder kleineren Bäumen an und meist von überhängenden Blättern verdeckt wird. Ein Gelege beinhaltet zwei Eier, die vom Weibchen ausgebrütet werden. Die Nestlinge sind schwärzlich mit zwei weißlichen Streifen am Rücken. Nach ca. 20 Tage werden sie flügge. Ihren ersten Nachwuchs bekommen sie Anfang des zweiten Jahres.

## Verbreitung und Lebensraum

Verbreitungsgebiet (grün) der Langschwanznymphe

Meist findet man sie in den küstennahen Regenwäldern, geschlossen bis halboffenen Lichtungen, bei Plantagen und in Parks in Höhenlagen vom Meeresspiegel bis zu 500 Metern in den unteren bis mittleren Straten immer in der Nähe von Vegetation. Sie gelten als Standvogel mit kleinerem herumziehen ins Innenland in der Blütezeit. Ihr Verbreitungsgebiet erstreckt sich an den Küstengebieten der Bundesstaaten Ceará, Rio Grande do Norte,  Paraíba, Pernambuco, Alagoas, Sergipe bis Bahia.

## Etymologie und Forschungsgeschichte
Jules Bourcier beschrieb die Langschwanznymphe unter dem Namen Trochilus Watertonii. Als Fundort nannte er Mibiri Creek 40 Meilen vom Essequibo-Fluss. Erst später wurde die Art der Gattung Thalurania zugeordnet, die John Gould 1848 für eine Unterart der Schwalbennymphe (Thalurania furcata viridipectus) einführte. »Thalurania« leitet sich aus den griechischen Worten »thalos, τηαλοσ« für »Kind, Nachkomme« und »ouranos, οὐρανός« für »Himmel« ab. Das Artepitheton »watertonii« ist Charles Waterton (1782–1865) gewidmet, der das Typusexemplar 1844 George Loddiges zum Verkauf angeboten hatte.